# Muerte de Renny Ottolina
La muerte de Renny Ottolina sucedió el 16 de marzo de 1978 y fue un suceso de alto impacto en la vida social y política de Venezuela, pues Ottolina era uno de los presentadores de televisión más destacados y estaba a dos semanas de formalizar su candidatura presidencial para las elecciones de ese año.
La avioneta en la que Ottolina viajaba junto a otras personas se estrelló contra un cerro en un viaje a Porlamar. El Ministerio de Transporte y Comunicaciones durante el primer gobierno de Carlos Andrés Pérez determinó que había sido un accidente de aviación sucedido por impericia del piloto y malas condiciones climáticas. Sin embargo el suceso sigue siendo tema de debate.

## Historia

### Antecedentes

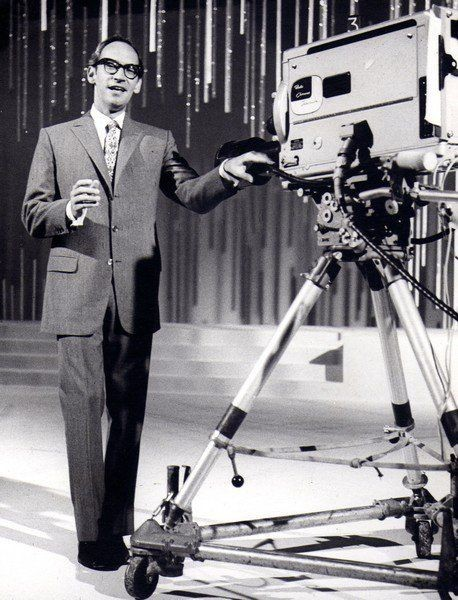
El show de Renny Ottolina.

Renny Ottolina era un locutor, productor y animador de radio y televisión, con una sólida carrera tras haber estado en Radio Caracas Televisión, Venevisión y Venezolana de Televisión. Había fundado el partido Movimiento de Integridad Nacional-Unidad, concentrado en la clase media y en la juventud, con el que pretendía consolidar una tercera vía en la política puntofijista de Venezuela de ese entonces; según el diario El País, Ottolina era «la más distante imagen de un político clásico, había conseguido atraerse una buena porción del electorado «independiente», nutrido preferentemente por jóvenes recién llegados a la edad de voto y por desengañados partidarios de los partidos tradicionales en Venezuela, el socialdemócrata Acción Democrática y el socialcristiano COPEI». Ottolina había promovido el proyecto de enjuiciar al presidente Carlos Andrés Pérez por traición a la patria y le habían cerrado las puertas en varias emisoras como en canales de televisión con el fin de bajar su audiencia.
Ottolina se hallaba a dos semanas de formalizar su candidatura para las elecciones de diciembre de 1978. Su partido había estado variando entre el tercer y cuarto lugar en la intención de voto, según las encuestas.
Según El Nacional, Carlos Olavarría le había ofrecido a Ottolina trasladarse en avioneta, lo que Ottolina habría aceptado.

### Suceso
La avioneta Cessna 310J en cuestión despegó a las 17ː15 pm. con normalidad desde el Aeropuerto Internacional Simón Bolívar de Maiquetía, según Nedo Pérez, coordinador de la búsqueda. El piloto era Carlos Olavarría y viajaban también Ciro Medina, Luis Duque y César Oropeza. El Control de tráfico aéreo declaró la alerta tras pasar una hora de que la avioneta no llegara a su destino, Porlamar. La avioneta cayó en un cerro.

## Investigaciones
Los cuerpos se encontraron fragmentados cuatro días después de la caída de la avioneta. El sitio del accidente fue localizado al oeste del pico Naiguatá en la meseta del cerro Las Mercedes, en un sector llamado el Farallón de los Indios. Enrique Martin fue uno de los primeros en llegar a la escena, y dijo:
«Ese día había una capa de estratos, de nubes que no son difíciles para la aviación, pero no te permiten tener visibilidad. Esta capa de estratos más o menos comenzaba cerca de La Guaira y terminaba en Higuerote».
Las investigaciones al respecto fueron llevadas a cabo por el Ministerio de Transporte y Comunicaciones durante el primer gobierno de Carlos Andrés Pérez y determinaron que el accidente había sucedido por presunta impericia del piloto y por malas condiciones climáticas.

### Críticas
Gonzalo Pérez Hernández, secretario del partido de Ottolina, el Movimiento de Integridad Nacional, declaróː

Si yo responsabilizo de algo a Carlos Andrés Pérez es por no haber investigado la muerte de Renny Ottolina, por haber falseado la verdad (…) por no haber exigido que se hiciera una investigación a fondo y se determinaran las causas reales del siniestro.

Pérez Hernández afirmó que el gobierno tampoco le pidió al doctor Jack Castro, jefe de Medicina Legal Forense del Cuerpo Técnico de Policía Judicial (CTPJ), que fuera al lugar de los hechos y constatara con su equipo lo sucedido.

## Hipótesis alternativas
Gonzalo Pérez Hernández declaró que creía en el avión donde viajaba Renny Ottolina fue accionado «una especie de gas letal». Aunado a sus críticas al presidente Carlos Andrés Pérez abrió la puerta a dudas y especulaciones de que el partido Acción Democrática y/o CAP supuestamente hubiesen atentado contra Ottolina. Esta hipótesis fue cuestionada en un artículo de El Nacional de 2022, aduciendo que la aeronave no era presurizada, lo que descartaría el mantenimiento de cualquier gas dentro de su cabina, «lo que hubiera requerido modificaciones importantes en el sistema de ventilación» y, además, CAP no iba camino a la reelección; según el diario, Ottolina habría estado más cercano a absorber a los votantes de Copei que los de AD.

## Repercusión

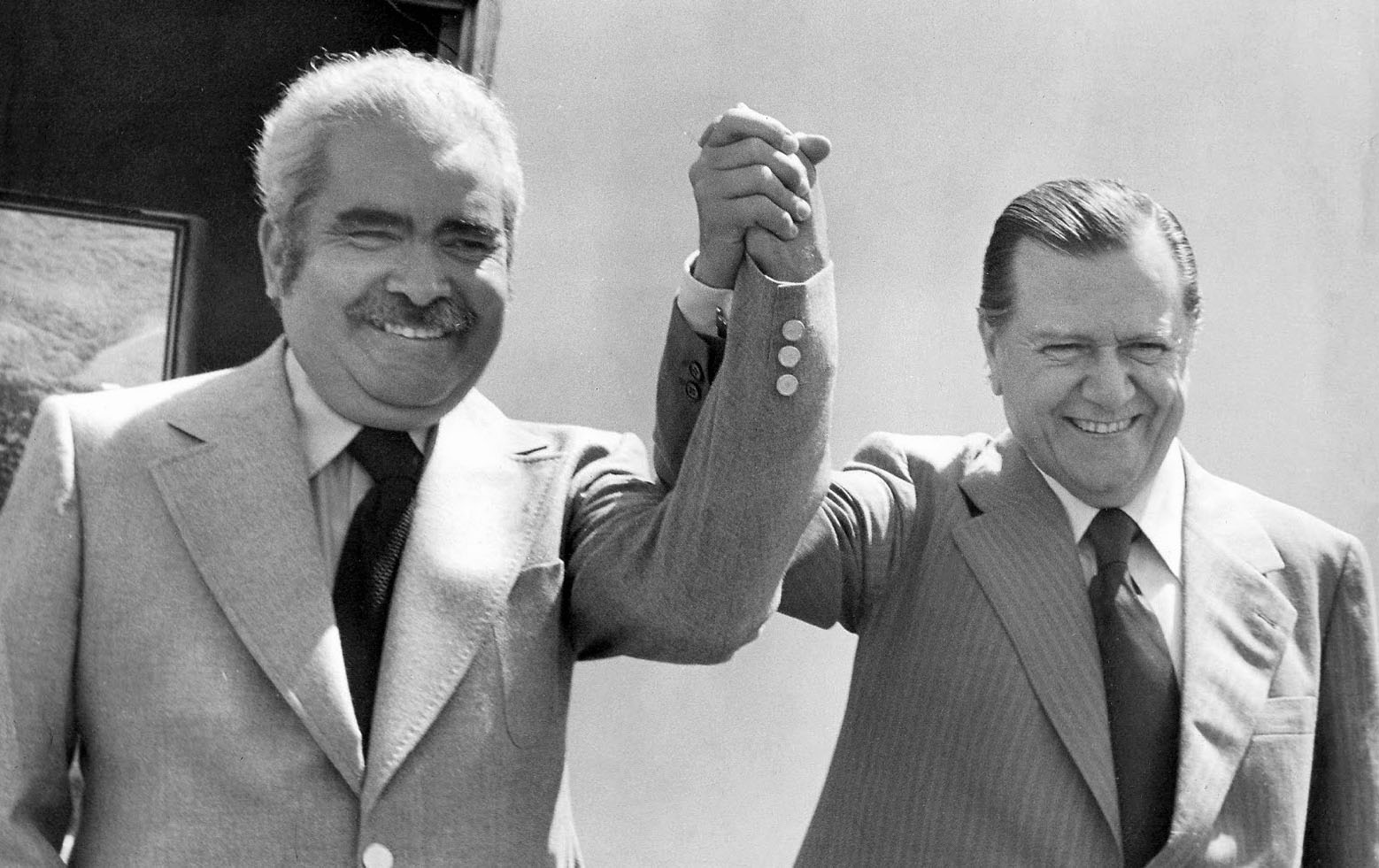
Luis Herrera Campíns y Rafael Caldera en 1978.

El diario El País reseñ̟ó el 23 de marzo de 1978 «La muerte de Renny Ottolina altera el panorama electoral venezolano», declarando que el 10 por ciento de los votos de Ottolina podían influir en el ganador, poniendo en contexto que Carlos Andrés Pérez había ganado las elecciones pasadas con un 12 por ciento de diferencia. El senador Luis Herrera Campíns terminó ganando las elecciones presidenciales de Venezuela por el partido Copei en diciembre de ese año, con lo cual el bipartidismo puntofijista siguió gobernando el país.

## Enlaces
- Datos: Q126277520